# Cophura albosetosa
Cophura albosetosa là một loài ruồi trong họ Asilidae. Cophura albosetosa được Hine miêu tả năm 1908. Loài này phân bố ở vùng Tân Bắc giới.